# Kanał Południowy

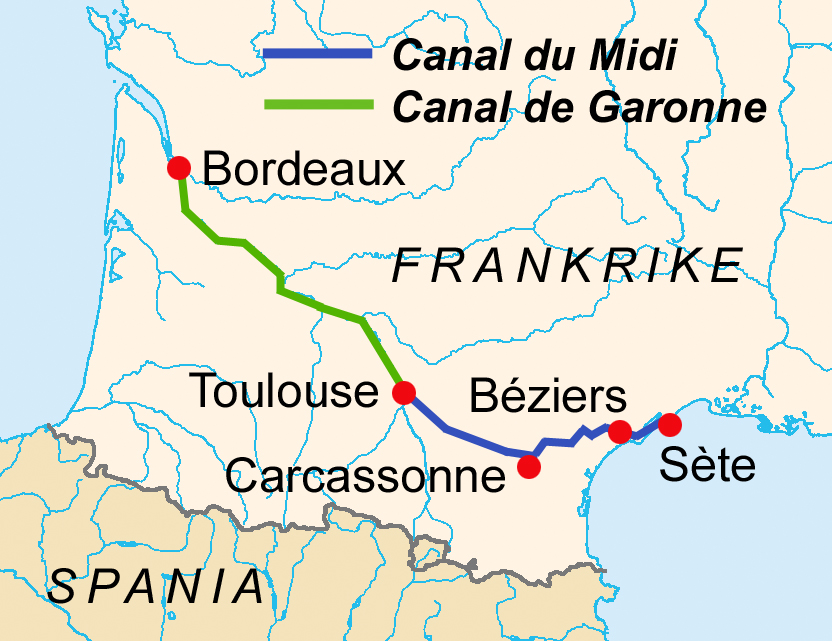

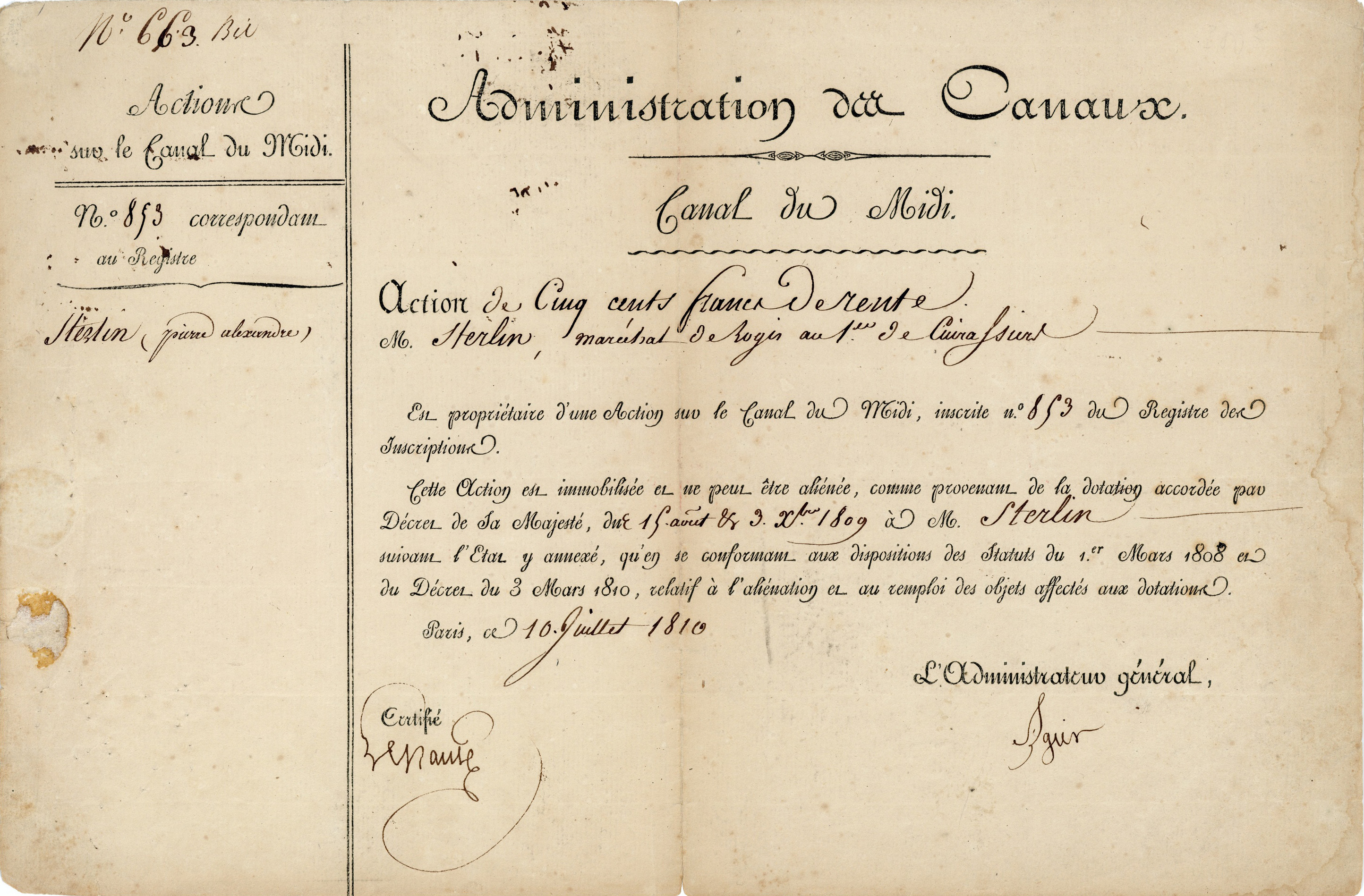
Akcja Canal du Midi o nominale 500 franków, wyemitowana w Paryżu 10 lipca 1810 r. dla kwatermistrza 1. pułku kirasjerów, Monsieur Sterlina. Założona 10 marca 1810 r. przez Napoleona Bonaparte z kapitałem 10 milionów franków, podzielonym na 1000 akcji po 10 000 franków każda, ze stałą roczną dywidendą w wysokości 500 franków.

Kanał Południowy (fr. Canal du Midi) – kanał o długości 240 km na południu Francji, łączący Garonnę (koło Tuluzy) ze śródziemnomorskim portem Sète. Od 7 grudnia 1996 obiekt ten objęty jest patronatem UNESCO.
Kanał został oficjalnie otwarty 24 maja 1681 r. jako Canal Royal de Languedoc (Królewski Kanał Langwedocji). Był on budowany z prywatnej inicjatywy poborcy podatkowego Pierre’a Paula Riqueta, który zmarł kilka miesięcy przed otwarciem kanału dla żeglugi, doprowadzony do finansowej ruiny. Nad budową przez 15 lat pracowało 12 tysięcy robotników. Koło Nissan-lez-Enserune kanał przechodzi pod wzgórzem w tunelu o długości 173 m, co jest pierwszym tego typu rozwiązaniem na świecie.
Kanał Południowy wraz z kanałem Garonny (fr. Canal Latéral à la Garonne) stanowi część drogi wodnej między Atlantykiem a Morzem Śródziemnym.
Wzdłuż Kanału Południowego istniała historyczna aleja obsadzona platanami. Zostały one zaatakowane chorobą o nazwie rak platana, która powoduje obumieranie drzew. Od 2006 roku wycięto tu z powodu tej choroby około 13 850 drzew, a w 2015 r. kolejnych 2200 drzew.